# Måns Skoglund
Måns Skoglund (* 18. März 2002) ist ein schwedischer Skilangläufer.

## Werdegang
Skoglund, der für den Åsarna IK startet, nahm bis 2022 an Juniorenrennen teil und kam bei den Junioren-Skiweltmeisterschaften 2022 in Lygna auf den 16. Platz über 10 km klassisch, auf den 12. Rang im Sprint sowie auf den fünften Platz mit der Staffel. In der Saison 2022/23 startete er in Falun erstmals im Scandinavian-Cup, wobei er den 56. Platz über 10 km Freistil errang und lief bei den U23-Weltmeisterschaften 2023 in Whistler auf den 42. Platz über 10 km Freistil sowie auf den 37. Rang im 20-km-Massenstartrennen. In der folgenden Saison nahm er in Östersund erstmals am Skilanglauf-Weltcup teil, wobei er mit dem 29. Platz im Sprint seine ersten Weltcuppunkte holen konnte und gewann bei den U23-Weltmeisterschaften 2024 in Planica die Bronzemedaille mit der Mixed-Staffel. Zudem belegte er dort den 22. Platz im 20-km-Massenstartrennen sowie den neunten Rang über 10 km klassisch und erreichte im März 2024 in Hommelvik mit dem zweiten Platz im Sprint seine erste Podestplatzierung im Scandinavian-Cup.